# Manzac-sur-Vern
Manzac-sur-Vern is een gemeente in het Franse departement Dordogne (regio Nouvelle-Aquitaine) en telt 508 inwoners (2005). De plaats maakt deel uit van het arrondissement Périgueux.

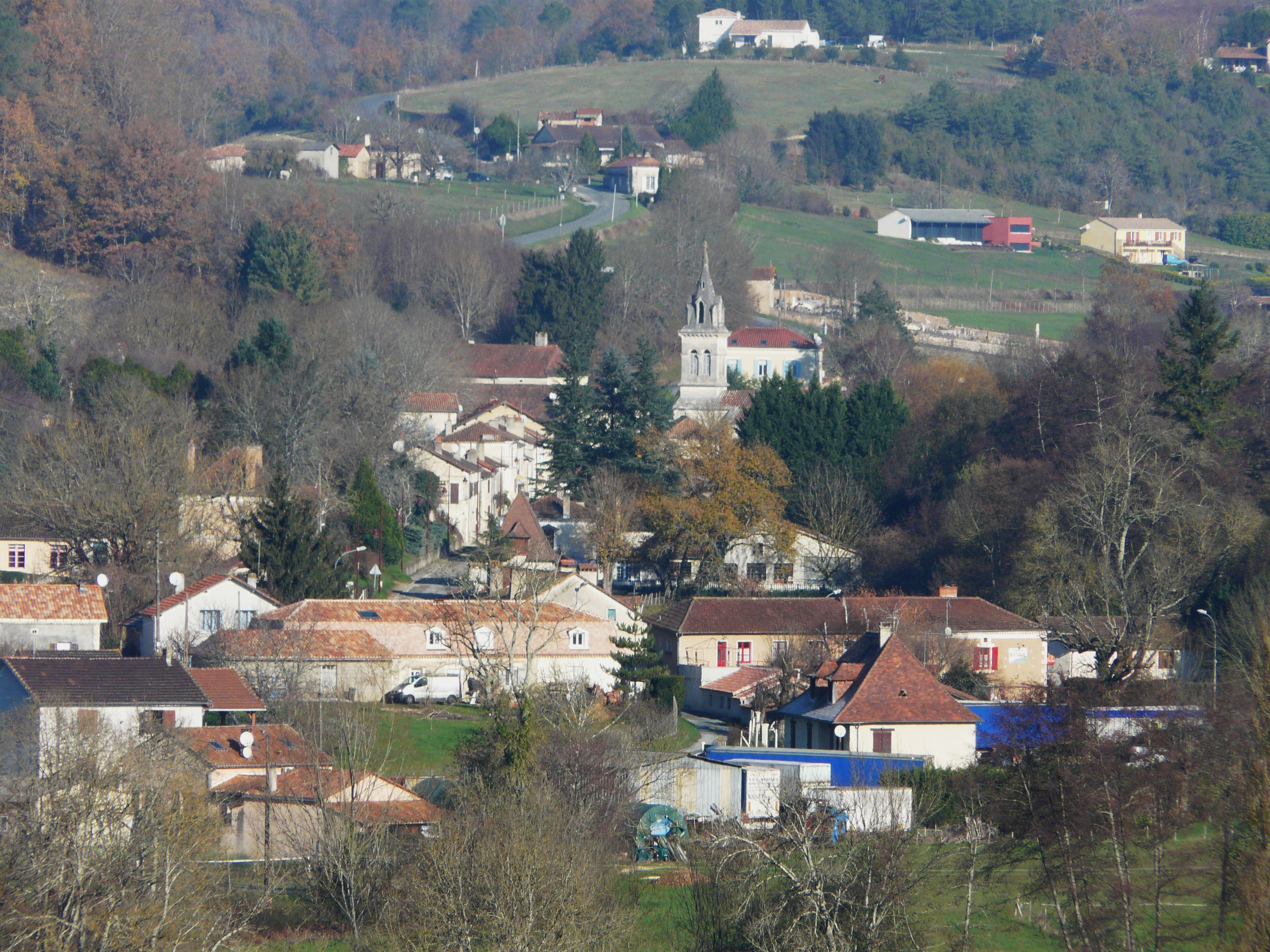
Manzac-sur-Vern
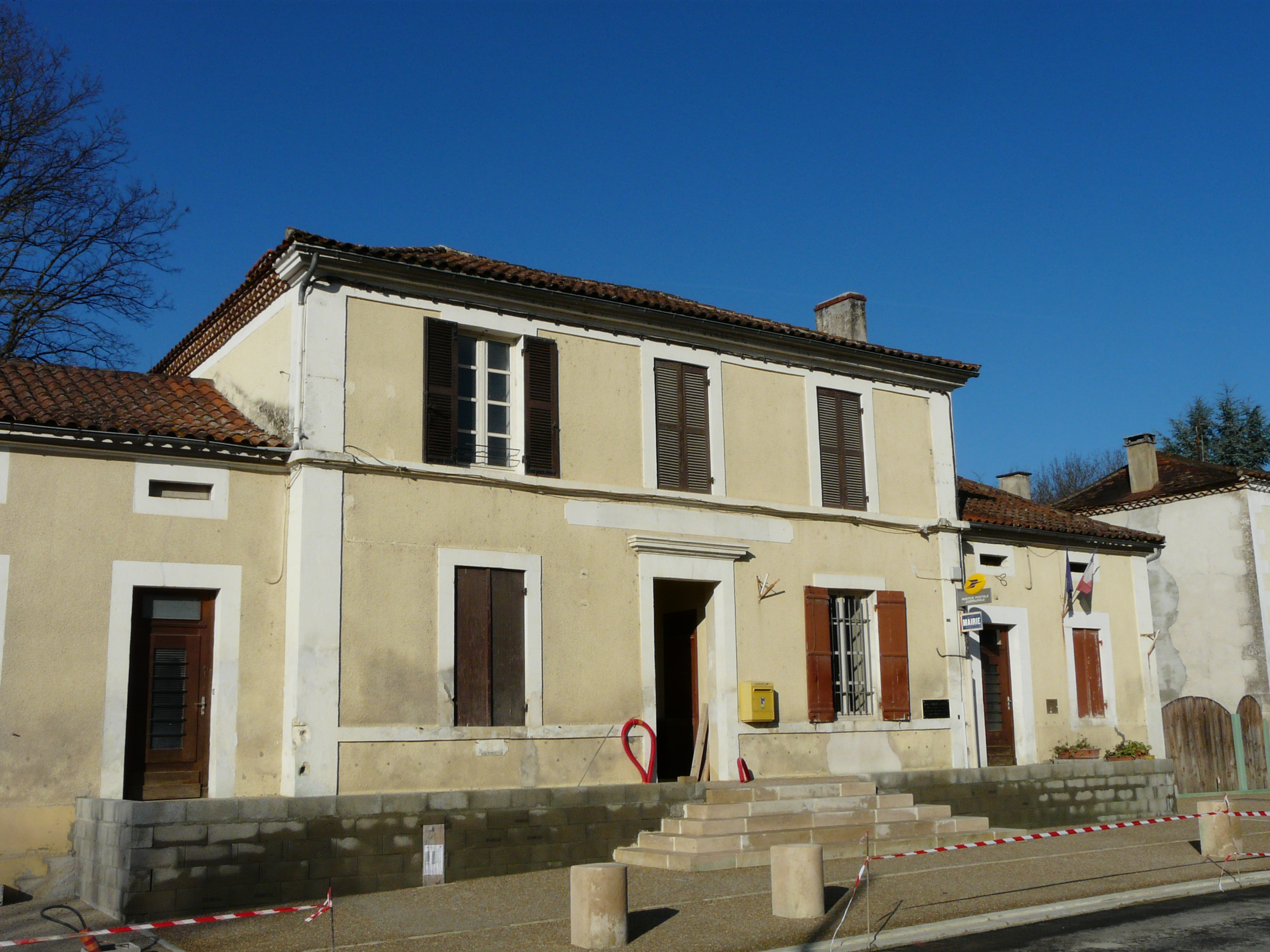
Postkantoor en gemeentehuis

## Geografie
De oppervlakte van Manzac-sur-Vern bedraagt 20,3 km², de bevolkingsdichtheid is 25,0 inwoners per km².
De onderstaande kaart toont de ligging van Manzac-sur-Vern met de belangrijkste infrastructuur en aangrenzende gemeenten.

## Demografie
Onderstaande figuur toont het verloop van het inwonertal (bron: INSEE-tellingen).